# Nawaf bin Faisal bin Fahd Al Saud

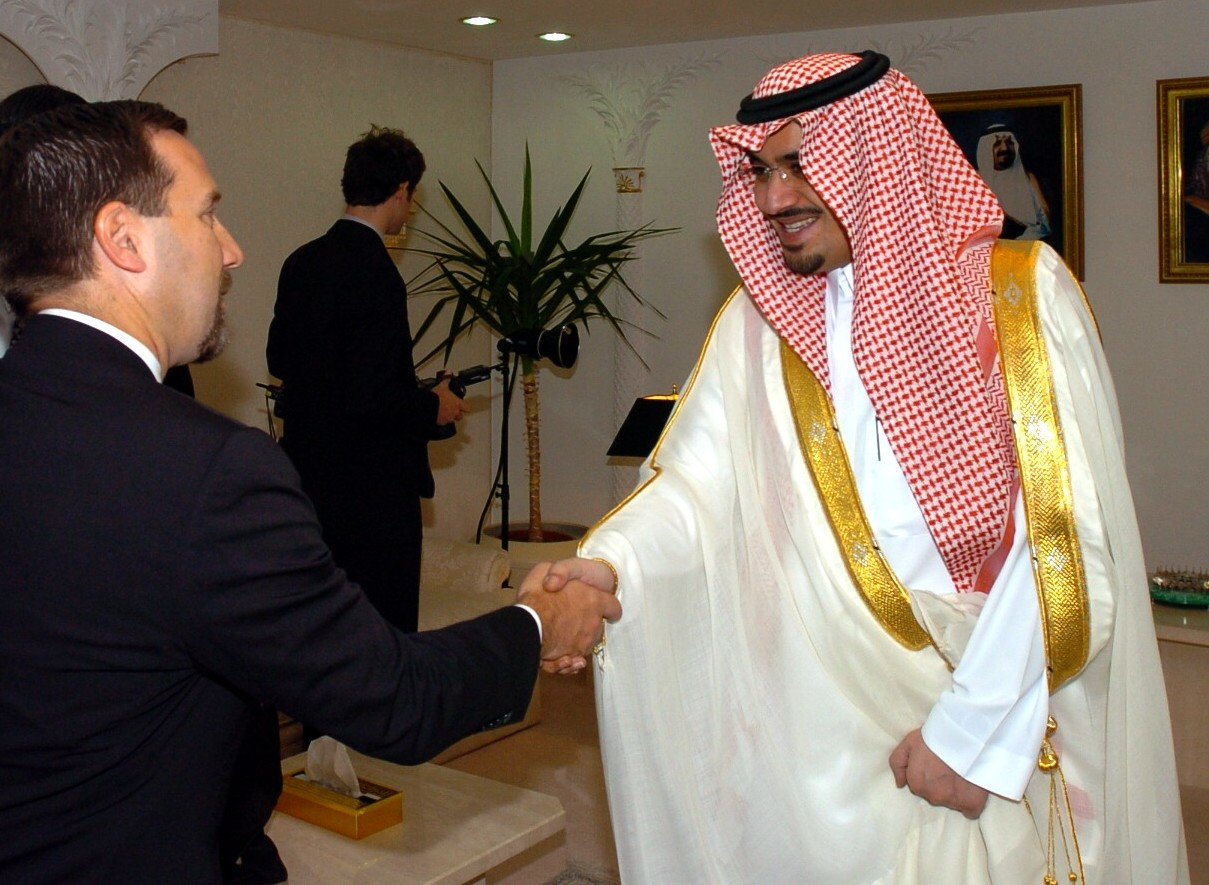
Nawaf bin Faisal bin Fahd Al Saud (rechts, 2006)

Prinz Nawaf bin Faisal bin Fahd bin Abdulaziz Al Saud (arabisch نواف بن فيصل بن فهد بن عبد العزيز آل سعود, DMG Nawāf b. Faiṣal b. Fahd b. ʿAbd al-ʿAzīz Āl Saʿūd; * 1. April 1978) ist ein saudi-arabischer Politiker. Er stammt aus der Dynastie der Saud.

## Leben
Nawaf ist der älteste Sohn von Faisal bin Fahd (1945–1999). Seine Großväter sind väterlicherseits König Fahd und mütterlicherseits Prinz Sultan.
Er war von 2002 bis 2014 ordentliches Mitglied des  Internationalen Olympischen Komitees sowie Präsident des saudi-arabischen Olympischen Komitees. Bis zum 1. März 2012 war er Präsident der Saudi Arabian Football Federation. Nawaf war als Nachfolger seines Onkels Sultan bin Fahd in Saudi-Arabien bis 2014 der Minister für Jugend. 2012 befürwortete er die Entsendung von Sportlerinnen aus Saudi-Arabien zu den Olympischen Spielen nach London. Seit 2014 ist er Ehrenmitglied des IOC.

## Vorfahren
| Ahnentafel Prinz Nawaf | Ahnentafel Prinz Nawaf              | Ahnentafel Prinz Nawaf                | Ahnentafel Prinz Nawaf             | Ahnentafel Prinz Nawaf             | Ahnentafel Prinz Nawaf              | Ahnentafel Prinz Nawaf                | Ahnentafel Prinz Nawaf           | Ahnentafel Prinz Nawaf           |
| ---------------------- | ----------------------------------- | ------------------------------------- | ---------------------------------- | ---------------------------------- | ----------------------------------- | ------------------------------------- | -------------------------------- | -------------------------------- |
| Ururgroßeltern         | Emir Abdul Rahman ⚭ Sara Al Sudairi | Ahmed Al Sudairi ⚭ Sharifa Al Suwaidi | Prinz Musaid Al Jiluwi Al Saud ⚭ ? | Musaid Al Mutayri ⚭ ?              | Emir Abdul Rahman ⚭ Sara Al Sudairi | Ahmed Al Sudairi ⚭ Sharifa Al Suwaidi | Saud Al Raschid ⚭ ?              | ? ⚭ ?                            |
| Urgroßeltern           | König Abdulaziz ⚭ Hussa Al Sudairi  | König Abdulaziz ⚭ Hussa Al Sudairi    | Prinz Abdulaziz ⚭ Tarfa Al Mutayri | Prinz Abdulaziz ⚭ Tarfa Al Mutayri | König Abdulaziz ⚭ Hussa Al Sudairi  | König Abdulaziz ⚭ Hussa Al Sudairi    | Mischal Al Raschid ⚭ ?           | Mischal Al Raschid ⚭ ?           |
| Großeltern             | König Fahd ⚭ Prinzessin al-Anud     | König Fahd ⚭ Prinzessin al-Anud       | König Fahd ⚭ Prinzessin al-Anud    | König Fahd ⚭ Prinzessin al-Anud    | Prinz Sultan ⚭ Munira Al Raschid    | Prinz Sultan ⚭ Munira Al Raschid      | Prinz Sultan ⚭ Munira Al Raschid | Prinz Sultan ⚭ Munira Al Raschid |
| Eltern                 | Prinz Faisal ⚭ Prinzessin Munira    | Prinz Faisal ⚭ Prinzessin Munira      | Prinz Faisal ⚭ Prinzessin Munira   | Prinz Faisal ⚭ Prinzessin Munira   | Prinz Faisal ⚭ Prinzessin Munira    | Prinz Faisal ⚭ Prinzessin Munira      | Prinz Faisal ⚭ Prinzessin Munira | Prinz Faisal ⚭ Prinzessin Munira |